# Die Akademie des Meisters Klex
Die Akademie des Meisters Klex (polnisch Akademia Pana Kleksa) ist ein Kinderbuch von Jan Brzechwa. Es wurde 1946 veröffentlicht.
Es ist die Geschichte des zwölfjährigen, widerspenstigen Adam Niezgódka, der zusammen mit vierundzwanzig anderen Jungen in die Akademie aufgenommen wird. Die Vornamen aller Jungen beginnen mit A. Sie werden von Meister Klex mit Hilfe von Mateusz betreut, der nur Wortendungen ausspricht. Die fantastischen Geschichten von Jan Brzechwa über Meister Klex werden mit Podróże pana Kleksa (1961, Herrn Klex’ Reisen) und Tryumf pana Kleksa (1965, Herrn Klex’ Triumph) fortgesetzt. Die Akademie befindet sich in der Czekoladowa-Straße. Sie befindet sich in einem farbenfrohen dreistöckigen Gebäude. Im Erdgeschoss befinden sich Klassenzimmer, im ersten Stock Schlafzimmer und ein Esszimmer, im zweiten Stock Meister Klex und Mateusz. Das Gebäude ist von einem riesigen Park und einer Mauer mit Pforten umgeben, die zu den benachbarten Märchen führen. Die Hauptfigur des Buches besucht unter anderem das kleine Mädchen mit den Schwefelhölzern, Dornröschen und die sieben Brüder.

## Ausgaben
- Akademia Pana Kleksa. 1946
  - Jan Brzechwa (Autor), Curt Pradow (Übersetzer), J. M. Szancer (Illustrator): Die Akademie des Meisters Klex. Kinderbuchverlag, Berlin [1957]
  - Jan Brzechwa (Autor), Curt Pradow (Übersetzer): Die Akademie des Meisters Klex. Boje-Verlag, Stuttgart 1975, ISBN 3-414-12230-8 (Lizenzausgabe des Kinderbuchverlags, Berlin)

## Verfilmungen
Akademia Pana Kleksa wurde 1983 als zweiteiliger Spielfilm unter der Regie von Krzysztof Gradowski verfilmt.
Am 8. Dezember 2022 erschien der Teaser zu Maciej Kawulskis Neuverfilmung Akademia Pana Kleksa (Kleks Academy, Die Akademie des Meisters Klex, 2023). In den Hauptrollen sind der international bekannte Schauspieler Tomasz Kot als Meister Klex sowie Antonina Litwiniak als Ada, die weibliche Version von Adam Niezgódka, zu sehen.